# Uładzimir Hanczaryk
Uładzimir Iwanawicz Hanczaryk (biał. Уладзімір Іванавіч Ганчарык, ros. Владимир Иванович Гончарик, Władimir Iwanowicz Gonczarik, ur. 29 kwietnia 1940 w Auhustowie w rejonie łohojskim) – białoruski polityk, deputowany do białoruskiego i radzieckiego parlamentu, wspólny kandydat opozycji na urząd prezydenta Białorusi w wyborach 2001 roku; Kandydat nauk ekonomicznych (odpowiednik polskiego stopnia doktora).

## Życiorys

### Młodość
Urodził się 29 kwietnia 1940 roku we wsi Auhustowa, w rejonie łohojskim obwodu mińskiego Białoruskiej SRR, ZSRR. Dokładna data urodzin nie jest pewna. Rodzice przyszłego polityka złożyli wniosek o zarejestrowanie narodzonego dziecka po zakończeniu wojny i nie pamiętali dnia narodzin syna. Rozważali 1 maja, ostatecznie podali dzień 29 kwietnia.
Pierwsze lata życia Hanczaryk spędził w ziemiance. Po wojnie dostał się do łohojskiej szkoły, oddalonej od miejsca zamieszkania o 5 km. Za celujące wyniki w nauce został odznaczony srebrnym medalem (na świadectwie maturalnym miał same piątki i jedną czwórkę). Dobry stopień zdobył za wypracowanie na temat związany z partią komunistyczną, w którym słowo „komunistyczny” napisał dużą literą. Jak sam później wspominał, zbyt poważnie podchodził do panującego ustroju politycznego. Po szkole dostał się na studia rolnicze. Na ostatnim roku ożenił się z Lilią. Instytut ukończył z wyróżnieniem.

### Kariera
W 1961 roku ukończył Białoruski Państwowy Instytut Gospodarki Narodowej. W 1976 roku zrobił aspiranturę w Akademii Nauk Społecznych przy KC KPZR i uzyskał stopień kandydata nauk ekonomicznych (odpowiednik polskiego stopnia doktora). W latach 1961–1965 pracował jako ekonomista, zastępca p.o. głównego księgowego w sowchozie „10 lat BSRR” w rejonie lubańskim.
Uładzimir Hanczaryk rozpoczął karierę polityczną, wstępując w 1964 roku do Komunistycznej Partii Związku Radzieckiego. W latach 1965–1970 pracował jako I sekretarz Lubańskiego Komitetu Rejonowego Leninowskiego Komunistycznego Związku Młodzieży Białorusi. W latach 1970–1971 był instruktorem Mińskiego Komitetu Obwodowego Komunistycznej Partii Białorusi (KPB). W latach 1971–1973 pełnił funkcję II sekretarza Dzierżyńskiego Komitetu Rejonowego KPB. W latach 1976–1982 pracował jako zastępca kierownika Wydziału Gospodarki Wiejskiej Mińskiego Komitetu Obwodowego KPB i I sekretarz Czerwieńskiego Komitetu Rejonowego KPB. W latach 1982–1984 był inspektorem i zastępcą kierownika Wydziału Organizacyjnego Komitetu Centralnego KPB. W latach 1984–1986 pełnił funkcję II sekretarza Mohylewskiego Komitetu Obwodowego KPB. W latach 1985–1990 był deputowanym ludowym do Rady Najwyższej Białoruskiej SRR XI kadencji. W latach 1989–1991 był deputowanym ludowym do Rady Najwyższej ZSRR, w jej ostatniej i jedynej wybranej demokratycznie kadencji.
W pierwszej turze wyborów parlamentarnych 14 maja 1995 roku został wybrany na deputowanego do Rady Najwyższej Republiki Białorusi XIII kadencji z czerwieńskiego okręgu wyborczego nr 218. 9 stycznia 1996 roku został zaprzysiężony na deputowanego. Był bezpartyjny, nie należał do żadnej z frakcji deputackich. Od 21 czerwca był członkiem delegacji Rady do Zgromadzenia Parlamentarnego Stowarzyszenia Białorusi i Rosji. 27 listopada 1996 roku, po dokonanej przez prezydenta Alaksandra Łukaszenkę kontrowersyjnej i częściowo nieuznanej międzynarodowo zmianie konstytucji, nie wszedł w skład utworzonej przez niego Izby Reprezentantów Zgromadzenia Narodowego Republiki Białorusi I kadencji. Zgodnie z Konstytucją Białorusi z 1994 roku jego mandat deputowanego do Rady Najwyższej zakończył się 9 stycznia 2001 roku; kolejne wybory do tego organu jednak nigdy się nie odbyły.
Uładzimir Hanczaryk był aktywnym działaczem związków zawodowych. W 1986 roku został przewodniczącym Białoruskiej Krajowej Rady Związków Zawodowych, a następnie, w 1990 roku, przewodniczącym Federacji Związków Zawodowych Białoruskich. Związki zawodowe w ZSRR nie były popierane przez władze radzieckie. Działalność zrzeszonych robotników była pod kontrolą. W okresie pieriestrojki KPZR dążyła do wzmocnienia swojej pozycji politycznej. W objęciu w 1986 roku przez Hanczaryka funkcji kierowniczej BKRZ władze radzieckie upatrywały szansę na pozyskanie organizacji dla przywrócenia swojej pozycji w społeczeństwie. Hanczaryk nie wykorzystał możliwości przekształcenia radzieckiego modelu związków zawodowych w niezależną organizację, co przyczyniło się po upadku ZSRR do osłabienia związków i podporządkowania ich sformowanej w 1994 roku nowej władzy.
22 grudnia 2001 roku zrezygnował z tej funkcji na rzecz stanowiska wiceprzewodniczącego i członka Komitetu Wykonawczego Powszechnej Konfederacji Związków Zawodowych, zrzeszającej tego typu organizacje z krajów Wspólnoty Niepodległych Państw.

### Wybory prezydenckie w 2001 roku
W wyniku porozumienia głównych ugrupowań białoruskiej opozycji demokratycznej, Uładzimir Hanczaryk został wybrany na jej wspólnego kandydata na prezydenta w wyborach 2001 roku. Decyzja ta zapadła 21 lipca 2001 roku na spotkaniu pięciu kandydatów na prezydenta – Uładzimira Hanczaryka, Siamiona Domasza, Siarhieja Kalakina, Pawła Kazłouskiego i Michaiła Czyhira. Zdecydowano także, że wszyscy kandydaci złożą wniosek o rejestrację na kandydata, na wypadek, gdyby Hanczaryk nie został zarejestrowany. W innym wypadku mieli wspierać jego kampanię i ostatecznie wycofać się. Hanczaryk został uznany za najlepszego kandydata m.in. dlatego, że nie był jednoznacznie kojarzony z opozycją. Zdaniem Marka Karpia z Ośrodka Studiów Wschodnich, w białoruskim społeczeństwie funkcjonował podświadomy podział na „dwór” i „lud”. Opozycja była przez znaczną część ludności postrzegana jako obcy ideowo, wywyższający się „dwór”, dlatego za właściwego kandydata uznano wywodzącego się ze wsi „człowieka z ludu”. Oczekiwano też, że w ten sposób uda się zaangażować białoruskie związki zawodowe w kampanię prezydencką po stronie opozycji. 18 czerwca 2001 roku obywatelska grupa inicjatywna na rzecz rejestracji Hanczaryka na kandydata na prezydenta została zarejestrowana przez Centralną Komisję Republiki Białorusi ds. Wyborów i Organizacji Referendów Republikańskich. 14 sierpnia ta sama Komisja zarejestrowała go jako kandydata, uznając za prawidłowe 121 041 podpisów poparcia.
W lipcu 2001 roku, w wywiadzie dla rosyjskiej telewizji ORT, Hanczaryk ogłosił, że jest w posiadaniu dowodów potwierdzających odpowiedzialność białoruskich władz za zamordowanie szeregu osób związanych z opozycją, a którzy oficjalnie uznawani byli za zaginionych, m.in. Wiktara Hanczara, Juryja Zacharanki, Zmiciera Zawadskiego i Anatola Krasouskiego. Oświadczył także, że wysłał do Łukaszenki 33 strony kopii potwierdzających to dokumentów, m.in. fotografię pistoletu, który miał posłużyć za narzędzie zbrodni. Hanczaryk opublikował także w prasie list do prezydenta z apelem o jak najszybszą odpowiedź w tej sprawie.
W czasie swojej kampanii wyborczej Hanczaryk spotykał się m.in. z mieszkańcami małych i średnich miast. 22 sierpnia brał udział w spotkaniu z górnikami z zakładów „Biełaruśkalij” w Soligorsku. 27 sierpnia odwiedził Borysów i Żodzino. Spotykał się także z przedstawicielami rosyjskich związków zawodowych. W jednym z artykułów prasowych autorstwa Siarhieja Hajdukiewicza Hanczaryk został nazwany komunistą i partyjnym kandydatem. Hajdukiewicz oskarżał Hanczaryka o to, że w celu wygrania wyborów zwrócił się o wsparcie do Federacji Rosyjskiej i do przedstawicieli władz białoruskich, popierających Łukaszenkę. Podczas kampanii zbyt mało uwagi poświęcił szerokiemu elektoratowi.
Wśród pozostałych kandydatów opozycji, którzy zadeklarowali poparcie dla Hanczaryka, Komisja Wyborcza zarejestrowała Siamiona Domasza i Siarhieja Kalakina. 21 sierpnia 2001 roku, zgodnie z lipcowymi ustaleniami, Domasz zrezygnował z kandydowania na prezydenta i przekazał swoje poparcie na rzecz Hanczaryka. Kalakin, wbrew ustaleniom, nie zrezygnował i wziął udział w wyborach jako kandydat.
Według oficjalnych wyników wyborów prezydenckich 9 września 2001 roku, Uładzimir Hanczaryk zdobył 15,65% głosów, przegrywając tym samym z urzędującym prezydentem Alaksandrem Łukaszenką, który zdobył 76,65% głosów. Najlepszy wynik Hanczaryk uzyskał w mieście Mińsk – 30,5%, najgorszy w obwodzie homelskim – 8,34%. Wybory zostały uznane za niedemokratyczne przez szereg organizacji międzynarodowych, jednak wśród przyczyn porażki kandydata opozycji wymienia się także jego brak charyzmy.

### Po wyborach
Po przegranych wyborach prezydenckich Hanczaryk udał się do Moskwy, gdzie pracował w Powszechnej Konfederacji Związków Zawodowych. Napisał w tym czasie dwie książki. Pierwsza dotyczyła związków zawodowych, druga jego działalności politycznej i białoruskich wyborów w 2001 i 2006 roku. Po kilku latach wrócił na Białoruś. Nie prowadzi aktywnej działalności politycznej, sporadycznie udziela się w życiu publicznym, jest zapraszany na uroczystości organizowane przez opozycję. W 2004 wziął udział w proteście, zorganizowanym w Mińsku, po ogłoszeniu wyroku Sądu Najwyższego w sprawie wypłaty przez gazetę Nasza Niwa wysokiej kompensacji pieniężnej (50 mln rubli białoruskich) redaktorowi telewizji białoruskiej BT, Jahorowi Rybakouowi.
W czerwcu 2010 roku, w wywiadzie dla gazety Narodnaja Wola, wezwał opozycję do wyboru wspólnego kandydata w kolejnych wyborach prezydenckich. Jednocześnie wyraził swoje poparcie dla kandydatury Alaksandra Jaraszuka i Alaksandra Kazulina.
Działalność polityczną Hanczaryka podsumował Juryj Chadyka, białoruski działacz publiczny i naukowiec, w wywiadzie dla gazety Narodnaja Wola:

Uładzimir Hanczaryk odszedł od polityki po źle przeprowadzonej kampanii. I to był prawidłowy krok. Nie zważając na to, że Hanczaryk nie był bardzo dobrym kandydatem – przegrał z godnością.

Po przejściu na emeryturę Hanczaryk udziela wykładów i konsultacji, stara się zachować aktywny tryb życia.

## Odznaczenia
- Order Przyjaźni Narodów (ZSRR)[1];
- Medal „Za pracowniczą dzielność” (ZSRR);
- Medal jubileuszowy „Za Dzielną Pracę. W upamiętnieniu 100-lecia urodzin Władimira Iljicza Lenina” (ZSRR)[3].

## Życie prywatne
Uładzimir Hanczaryk jest żonaty, ma dwoje dzieci – syna Siarhieja i córkę Alenę. W 1995 roku mieszkał w Mińsku.